# Керімов Расім Рафікович
Расім Рафікович Керімов (туркм. Rasim Rafikowiç Kerimow; нар. 13 липня 1979, Теджен, Туркменська РСР) — туркменський футболіст, захисник.

## Клубна кар'єра
Вихованець ашгабатської «Ніси». З 1996 по 2001 рік був гравцем цієї команди. З 2001 по 2003 роки виступав за російську команду першого дивізіону «Локомотив» (Чита). У футболці російського клубу дебютував 26 квітня 2001 року в переможному (1:0) домашньому поєдинку 5-го туру першого дивізіону чемпіонату Росії проти ФК «Хімки». Расім у тому поєдинку вийшов на поле на 78-ій хвилині, замінивши Сергія Осіпова. У складі читинського клубу в чемпіонаті Росії зіграв 11 матчів, ще 1 матч провів у кубку Росії. У 2002 році повернувся на батьківщину, виступав у столичному «Галкані». З 2002 по 2004 роки був гравцем футбольної команди Прем'єр-ліги України «Ворскла» (Полтава). У футболці полтавського клубу дебютував 9 березня 2003 року в програному (0:2) виїзному поєдинку 16-го туру вищої ліги чемпіонату України проти донецького «Металурга». Керімов вийшов у стартовому складі та відіграв увесь матч. У футболці полтавчан зіграв 2 матчі в чемпіонаті України та 4 — у першості дублерів. У 2004 році зіграв один матч у футболці «Ворскли-2» (8 травня, проти клубу Газовик-ХГВ з Харкова). З 2005 по 2010 роки захищав кольори клубу «Ахал».

## Кар'єра в збірній
У 2004 році провів кілька матчів за національну збірну Туркменістану. Володів сильним ударом, і точними довгими передачами. У складі національної збірної був учасником Кубку Азії 2004 року.

## Досягнення
- Вища ліга чемпіонату Туркменістану
  -  Чемпіон (2): 1996, 1998/99
  -  Срібний призер (2): 1998, 2002

- Кубок Туркменістану
  -  Володар (1): 1998
  -  Фіналіст (2): 1997, 2000

- Перша ліга чемпіонату Туркменістану
  -  Чемпіон (1): 2009